# Rude Pribićke
Rude Pribićke – wieś w Chorwacji, w żupanii zagrzebskiej, w gminie Krašić. W 2011 roku liczyła 19 mieszkańców.